# North American Soccer League 2011
Navigation
Édition suivante
La North American Soccer League 2011 est la 44e saison de la deuxième division de soccer aux États-Unis et la première saison de la renaissante North American Soccer League. Huit équipes participent à ce championnat professionnel dont une du Canada et une de Porto Rico.
L'Impact de Montréal joue en 2011 sa dernière saison au sein de la NASL avant d'intégrer la Major League Soccer en 2012.

## Format de la compétition
La NASL débute en 2011 avec 8 équipes jouant chacune 28 rencontres lors de la saison régulière avec 14 rencontres à domicile et 14 l'extérieur pour un total de 4 confrontations entre chaque équipe. Seules les six meilleures équipes se qualifient pour les séries éliminatoires et parmi celles-ci, les deux meilleures sont directement qualifiées pour les demi-finales alors que les quatre autres s'affrontent lors d'une seule confrontation. Les demi-finales ainsi que la finale consistent en une double confrontation avec le système de cumul.

## Saison régulière

### Classement
| Rang | Équipe                   | Pts | J  | G  | N  | P  | Bp | Bc | Diff |
| ---- | ------------------------ | --- | -- | -- | -- | -- | -- | -- | ---- |
| 1    | Carolina Railhawks       | 54  | 28 | 17 | 3  | 8  | 50 | 26 | +24  |
| 2    | Puerto Rico Islanders    | 52  | 28 | 15 | 7  | 6  | 41 | 32 | +9   |
| 3    | Tampa Bay Rowdies        | 41  | 28 | 11 | 8  | 9  | 41 | 36 | +5   |
| 4    | Fort Lauderdale Strikers | 38  | 28 | 9  | 11 | 8  | 35 | 36 | -1   |
| 5    | FC Edmonton              | 36  | 28 | 10 | 6  | 12 | 35 | 40 | -5   |
| 6    | Minnesota Stars          | 36  | 28 | 9  | 9  | 10 | 30 | 32 | -2   |
| 7    | Impact de Montréal       | 35  | 28 | 9  | 8  | 11 | 35 | 27 | +8   |
| 8    | Atlanta Silverbacks      | 16  | 28 | 4  | 4  | 20 | 25 | 63 | -38  |

- Commissioner's Cup et qualifiée pour les demi-finales de playoffs
- Franchise qualifiée pour les demi-finales de playoffs
- Franchise qualifiée pour les quarts de finale des playoffs

### Résultats
| Abbreviation and Color Key: Atlanta Silverbacks – ATL • Carolina RailHawks – CAR • FC Edmonton – EDM • Fort Lauderdale Strikers – FTL Minnesota Stars – MIN • Impact de Montréal – MTL • Puerto Rico Islanders – PUR • FC Tampa Bay – TAM Victoire * Défaite * Nul * Domicile | Abbreviation and Color Key: Atlanta Silverbacks – ATL • Carolina RailHawks – CAR • FC Edmonton – EDM • Fort Lauderdale Strikers – FTL Minnesota Stars – MIN • Impact de Montréal – MTL • Puerto Rico Islanders – PUR • FC Tampa Bay – TAM Victoire * Défaite * Nul * Domicile | Abbreviation and Color Key: Atlanta Silverbacks – ATL • Carolina RailHawks – CAR • FC Edmonton – EDM • Fort Lauderdale Strikers – FTL Minnesota Stars – MIN • Impact de Montréal – MTL • Puerto Rico Islanders – PUR • FC Tampa Bay – TAM Victoire * Défaite * Nul * Domicile | Abbreviation and Color Key: Atlanta Silverbacks – ATL • Carolina RailHawks – CAR • FC Edmonton – EDM • Fort Lauderdale Strikers – FTL Minnesota Stars – MIN • Impact de Montréal – MTL • Puerto Rico Islanders – PUR • FC Tampa Bay – TAM Victoire * Défaite * Nul * Domicile | Abbreviation and Color Key: Atlanta Silverbacks – ATL • Carolina RailHawks – CAR • FC Edmonton – EDM • Fort Lauderdale Strikers – FTL Minnesota Stars – MIN • Impact de Montréal – MTL • Puerto Rico Islanders – PUR • FC Tampa Bay – TAM Victoire * Défaite * Nul * Domicile | Abbreviation and Color Key: Atlanta Silverbacks – ATL • Carolina RailHawks – CAR • FC Edmonton – EDM • Fort Lauderdale Strikers – FTL Minnesota Stars – MIN • Impact de Montréal – MTL • Puerto Rico Islanders – PUR • FC Tampa Bay – TAM Victoire * Défaite * Nul * Domicile | Abbreviation and Color Key: Atlanta Silverbacks – ATL • Carolina RailHawks – CAR • FC Edmonton – EDM • Fort Lauderdale Strikers – FTL Minnesota Stars – MIN • Impact de Montréal – MTL • Puerto Rico Islanders – PUR • FC Tampa Bay – TAM Victoire * Défaite * Nul * Domicile | Abbreviation and Color Key: Atlanta Silverbacks – ATL • Carolina RailHawks – CAR • FC Edmonton – EDM • Fort Lauderdale Strikers – FTL Minnesota Stars – MIN • Impact de Montréal – MTL • Puerto Rico Islanders – PUR • FC Tampa Bay – TAM Victoire * Défaite * Nul * Domicile | Abbreviation and Color Key: Atlanta Silverbacks – ATL • Carolina RailHawks – CAR • FC Edmonton – EDM • Fort Lauderdale Strikers – FTL Minnesota Stars – MIN • Impact de Montréal – MTL • Puerto Rico Islanders – PUR • FC Tampa Bay – TAM Victoire * Défaite * Nul * Domicile | Abbreviation and Color Key: Atlanta Silverbacks – ATL • Carolina RailHawks – CAR • FC Edmonton – EDM • Fort Lauderdale Strikers – FTL Minnesota Stars – MIN • Impact de Montréal – MTL • Puerto Rico Islanders – PUR • FC Tampa Bay – TAM Victoire * Défaite * Nul * Domicile | Abbreviation and Color Key: Atlanta Silverbacks – ATL • Carolina RailHawks – CAR • FC Edmonton – EDM • Fort Lauderdale Strikers – FTL Minnesota Stars – MIN • Impact de Montréal – MTL • Puerto Rico Islanders – PUR • FC Tampa Bay – TAM Victoire * Défaite * Nul * Domicile | Abbreviation and Color Key: Atlanta Silverbacks – ATL • Carolina RailHawks – CAR • FC Edmonton – EDM • Fort Lauderdale Strikers – FTL Minnesota Stars – MIN • Impact de Montréal – MTL • Puerto Rico Islanders – PUR • FC Tampa Bay – TAM Victoire * Défaite * Nul * Domicile | Abbreviation and Color Key: Atlanta Silverbacks – ATL • Carolina RailHawks – CAR • FC Edmonton – EDM • Fort Lauderdale Strikers – FTL Minnesota Stars – MIN • Impact de Montréal – MTL • Puerto Rico Islanders – PUR • FC Tampa Bay – TAM Victoire * Défaite * Nul * Domicile | Abbreviation and Color Key: Atlanta Silverbacks – ATL • Carolina RailHawks – CAR • FC Edmonton – EDM • Fort Lauderdale Strikers – FTL Minnesota Stars – MIN • Impact de Montréal – MTL • Puerto Rico Islanders – PUR • FC Tampa Bay – TAM Victoire * Défaite * Nul * Domicile | Abbreviation and Color Key: Atlanta Silverbacks – ATL • Carolina RailHawks – CAR • FC Edmonton – EDM • Fort Lauderdale Strikers – FTL Minnesota Stars – MIN • Impact de Montréal – MTL • Puerto Rico Islanders – PUR • FC Tampa Bay – TAM Victoire * Défaite * Nul * Domicile | Abbreviation and Color Key: Atlanta Silverbacks – ATL • Carolina RailHawks – CAR • FC Edmonton – EDM • Fort Lauderdale Strikers – FTL Minnesota Stars – MIN • Impact de Montréal – MTL • Puerto Rico Islanders – PUR • FC Tampa Bay – TAM Victoire * Défaite * Nul * Domicile | Abbreviation and Color Key: Atlanta Silverbacks – ATL • Carolina RailHawks – CAR • FC Edmonton – EDM • Fort Lauderdale Strikers – FTL Minnesota Stars – MIN • Impact de Montréal – MTL • Puerto Rico Islanders – PUR • FC Tampa Bay – TAM Victoire * Défaite * Nul * Domicile | Abbreviation and Color Key: Atlanta Silverbacks – ATL • Carolina RailHawks – CAR • FC Edmonton – EDM • Fort Lauderdale Strikers – FTL Minnesota Stars – MIN • Impact de Montréal – MTL • Puerto Rico Islanders – PUR • FC Tampa Bay – TAM Victoire * Défaite * Nul * Domicile | Abbreviation and Color Key: Atlanta Silverbacks – ATL • Carolina RailHawks – CAR • FC Edmonton – EDM • Fort Lauderdale Strikers – FTL Minnesota Stars – MIN • Impact de Montréal – MTL • Puerto Rico Islanders – PUR • FC Tampa Bay – TAM Victoire * Défaite * Nul * Domicile | Abbreviation and Color Key: Atlanta Silverbacks – ATL • Carolina RailHawks – CAR • FC Edmonton – EDM • Fort Lauderdale Strikers – FTL Minnesota Stars – MIN • Impact de Montréal – MTL • Puerto Rico Islanders – PUR • FC Tampa Bay – TAM Victoire * Défaite * Nul * Domicile | Abbreviation and Color Key: Atlanta Silverbacks – ATL • Carolina RailHawks – CAR • FC Edmonton – EDM • Fort Lauderdale Strikers – FTL Minnesota Stars – MIN • Impact de Montréal – MTL • Puerto Rico Islanders – PUR • FC Tampa Bay – TAM Victoire * Défaite * Nul * Domicile | Abbreviation and Color Key: Atlanta Silverbacks – ATL • Carolina RailHawks – CAR • FC Edmonton – EDM • Fort Lauderdale Strikers – FTL Minnesota Stars – MIN • Impact de Montréal – MTL • Puerto Rico Islanders – PUR • FC Tampa Bay – TAM Victoire * Défaite * Nul * Domicile | Abbreviation and Color Key: Atlanta Silverbacks – ATL • Carolina RailHawks – CAR • FC Edmonton – EDM • Fort Lauderdale Strikers – FTL Minnesota Stars – MIN • Impact de Montréal – MTL • Puerto Rico Islanders – PUR • FC Tampa Bay – TAM Victoire * Défaite * Nul * Domicile | Abbreviation and Color Key: Atlanta Silverbacks – ATL • Carolina RailHawks – CAR • FC Edmonton – EDM • Fort Lauderdale Strikers – FTL Minnesota Stars – MIN • Impact de Montréal – MTL • Puerto Rico Islanders – PUR • FC Tampa Bay – TAM Victoire * Défaite * Nul * Domicile | Abbreviation and Color Key: Atlanta Silverbacks – ATL • Carolina RailHawks – CAR • FC Edmonton – EDM • Fort Lauderdale Strikers – FTL Minnesota Stars – MIN • Impact de Montréal – MTL • Puerto Rico Islanders – PUR • FC Tampa Bay – TAM Victoire * Défaite * Nul * Domicile | Abbreviation and Color Key: Atlanta Silverbacks – ATL • Carolina RailHawks – CAR • FC Edmonton – EDM • Fort Lauderdale Strikers – FTL Minnesota Stars – MIN • Impact de Montréal – MTL • Puerto Rico Islanders – PUR • FC Tampa Bay – TAM Victoire * Défaite * Nul * Domicile | Abbreviation and Color Key: Atlanta Silverbacks – ATL • Carolina RailHawks – CAR • FC Edmonton – EDM • Fort Lauderdale Strikers – FTL Minnesota Stars – MIN • Impact de Montréal – MTL • Puerto Rico Islanders – PUR • FC Tampa Bay – TAM Victoire * Défaite * Nul * Domicile | Abbreviation and Color Key: Atlanta Silverbacks – ATL • Carolina RailHawks – CAR • FC Edmonton – EDM • Fort Lauderdale Strikers – FTL Minnesota Stars – MIN • Impact de Montréal – MTL • Puerto Rico Islanders – PUR • FC Tampa Bay – TAM Victoire * Défaite * Nul * Domicile | Abbreviation and Color Key: Atlanta Silverbacks – ATL • Carolina RailHawks – CAR • FC Edmonton – EDM • Fort Lauderdale Strikers – FTL Minnesota Stars – MIN • Impact de Montréal – MTL • Puerto Rico Islanders – PUR • FC Tampa Bay – TAM Victoire * Défaite * Nul * Domicile |
| Club | Match | Match | Match | Match | Match | Match | Match | Match | Match | Match | Match | Match | Match | Match | Match | Match | Match | Match | Match | Match | Match | Match | Match | Match | Match | Match | Match | Match |
| Club | 1 | 2 | 3 | 4 | 5 | 6 | 7 | 8 | 9 | 10 | 11 | 12 | 13 | 14 | 15 | 16 | 17 | 18 | 19 | 20 | 21 | 22 | 23 | 24 | 25 | 26 | 27 | 28 |
| --- | --- | --- | --- | --- | --- | --- | --- | --- | --- | --- | --- | --- | --- | --- | --- | --- | --- | --- | --- | --- | --- | --- | --- | --- | --- | --- | --- | --- |
| Atlanta Silverbacks | MIN | EDM | FTL | TAM | EDM | MIN | FTL | CAR | MIN | MTL | TAM | PUR | CAR | PUR | FTL | MTL | TAM | CAR | TAM | PUR | MTL | EDM | CAR | PUR | EDM | MIN | FTL | MTL |
| Atlanta Silverbacks | 1–2 | 0–1 | 1–2 | 1–1 | 0–2 | 0–3 | 0–0 | 0–2 | 0–2 | 2–1 | 2–3 | 1–3 | 1–5 | 3–4 | 3–2 | 2–2 | 2–1 | 0–1 | 0–4 | 0–2 | 0–4 | 0–3 | 2–4 | 2–0 | 1–2 | 0–2 | 1–1 | 0–4 |
| Carolina RailHawks | PUR | MTL | EDM | MIN | TAM | FTL | MTL | PUR | ATL | TAM | EDM | TAM | ATL | MTL | MIN | EDM | EDM | ATL | FTL | PUR | MIN | FTL | ATL | TAM | FTL | MTL | PUR | MIN |
| Carolina RailHawks | 1–2 | 2–1 | 2–0 | 1–1 | 3–1 | 4–2 | 2–1 | 3–0 | 2–0 | 2–1 | 1–0 | 3–1 | 5–1 | 2–0 | 0–1 | 1–1 | 4–1 | 1–0 | 1–2 | 0–2 | 1–1 | 2–0 | 4–2 | 2–0 | 0–1 | 0–1 | 0–1 | 1–2 |
| FC Edmonton | FTL | ATL | CAR | MTL | ATL | TAM | MIN | TAM | MTL | CAR | PUR | MIN | MTL | MIN | CAR | TAM | CAR | TAM | FTL | PUR | FTL | ATL | PUR | PUR | MIN | ATL | FTL | MTL |
| FC Edmonton | 2–1 | 1–0 | 0–2 | 0–5 | 2–0 | 1–1 | 2–1 | 4–0 | 0–2 | 0–1 | 3–0 | 1–1 | 1–0 | 1–1 | 1–1 | 1–2 | 1–4 | 1–3 | 0–3 | 0–1 | 1–1 | 3–0 | 2–3 | 1–1 | 3–1 | 2–1 | 1–2 | 0–2 |
| Fort Lauderdale Strikers | EDM | MIN | ATL | PUR | MIN | CAR | ATL | MTL | PUR | MIN | MTL | PUR | TAM | TAM | ATL | MTL | PUR | EDM | CAR | MIN | EDM | CAR | TAM | MTL | CAR | EDM | ATL | TAM |
| Fort Lauderdale Strikers | 1–2 | 1–1 | 2–1 | 2–2 | 1–1 | 2–4 | 0–0 | 0–0 | 3–2 | 3–0 | 0–0 | 1–1 | 1–1 | 2–4 | 2–3 | 1–1 | 1–3 | 3–0 | 2–1 | 1–0 | 1–1 | 0–2 | 0–2 | 1–0 | 1–0 | 2–1 | 1–1 | 0–2 |
| NSC Minnesota Stars | ATL | FTL | PUR | CAR | FTL | ATL | PUR | EDM | TAM | PUR | ATL | FTL | EDM | EDM | CAR | PUR | MTL | MTL | FTL | TAM | CAR | MTL | MTL | EDM | TAM | ATL | TAM | CAR |
| NSC Minnesota Stars | 2–1 | 1–1 | 1–3 | 1–1 | 1–1 | 3–0 | 2–0 | 1–2 | 0–0 | 1–1 | 2–0 | 0–3 | 1–1 | 1–1 | 1–0 | 0–1 | 1–0 | 3–1 | 0–1 | 0–2 | 1–1 | 0–2 | 0–2 | 1–3 | 1–2 | 2–0 | 1–1 | 2–1 |
| Impact de Montréal | TAM | CAR | TAM | EDM | CAR | TAM | FTL | EDM | ATL | PUR | FTL | EDM | PUR | CAR | FTL | ATL | MIN | PUR | MIN | TAM | ATL | MIN | MIN | FTL | PUR | CAR | EDM | ATL |
| Impact de Montréal | 0–1 | 1–2 | 0–0 | 5–0 | 1–2 | 0–3 | 0–0 | 0–2 | 1–2 | 1–2 | 0–0 | 1–0 | 0–0 | 0–2 | 1–1 | 2–2 | 0–1 | 1–0 | 1–3 | 3–3 | 4–0 | 2–0 | 2–0 | 0–1 | 1–1 | 1–0 | 2–0 | 4–0 |
| Puerto Rico Islanders | CAR | TAM | MIN | FTL | MIN | CAR | MIN | FTL | MTL | EDM | ATL | FTL | MTL | ATL | TAM | MIN | FTL | MTL | EDM | ATL | CAR | TAM | EDM | EDM | ATL | MTL | CAR | TAM |
| Puerto Rico Islanders | 2–1 | 2–0 | 3–1 | 2–2 | 0–2 | 0–3 | 1–1 | 2–3 | 2–1 | 0–3 | 3–1 | 1–1 | 0–0 | 4–3 | 1–1 | 1–0 | 3–1 | 0–1 | 1–0 | 2–0 | 2–0 | 2–1 | 3–2 | 1–1 | 0–2 | 1–1 | 1–0 | 1–0 |
| FC Tampa Bay | MTL | PUR | MTL | ATL | CAR | EDM | MTL | MIN | EDM | CAR | ATL | CAR | FTL | FTL | PUR | EDM | ATL | EDM | ATL | MTL | MIN | PUR | FTL | CAR | MIN | MIN | PUR | FTL |
| FC Tampa Bay | 1–0 | 0–2 | 0–0 | 1–1 | 1–3 | 1–1 | 3–0 | 0–0 | 0–4 | 1–2 | 3–2 | 1–3 | 1–1 | 4–2 | 1–1 | 2–1 | 1–2 | 3–1 | 4–0 | 3–3 | 2–0 | 1–2 | 2–0 | 0–2 | 2–1 | 1–1 | 0–1 | 2–0 |

Source: (en) NASL 

## Séries éliminatoires

### Tableau
|  | Quarts de finale             | Quarts de finale             | Quarts de finale             | Quarts de finale             |                     |                     | Demi-finales         | Demi-finales         | Demi-finales         | Demi-finales         |  |  | Soccer Bowl 2011      | Soccer Bowl 2011      | Soccer Bowl 2011      | Soccer Bowl 2011      |
|  |                              |                              |                              |                              |                     |                     |                      |                      |                      |                      |  |  |                       |                       |                       |                       |
|  |                              |                              |                              |                              |                     |                     | 8 et 15 octobre 2011 | 8 et 15 octobre 2011 | 8 et 15 octobre 2011 | 8 et 15 octobre 2011 |  |  | 22 et 29 octobre 2011 | 22 et 29 octobre 2011 | 22 et 29 octobre 2011 | 22 et 29 octobre 2011 |
|  |                              |                              |                              |                              |                     |                     | 8 et 15 octobre 2011 | 8 et 15 octobre 2011 | 8 et 15 octobre 2011 | 8 et 15 octobre 2011 |  |  | 22 et 29 octobre 2011 | 22 et 29 octobre 2011 | 22 et 29 octobre 2011 | 22 et 29 octobre 2011 |
|  |                              |                              |                              |                              |                     |                     | 8 et 15 octobre 2011 | 8 et 15 octobre 2011 | 8 et 15 octobre 2011 | 8 et 15 octobre 2011 |  |  | 22 et 29 octobre 2011 | 22 et 29 octobre 2011 | 22 et 29 octobre 2011 | 22 et 29 octobre 2011 |
|  |                              |                              |                              |                              |                     |                     | 8 et 15 octobre 2011 | 8 et 15 octobre 2011 | 8 et 15 octobre 2011 | 8 et 15 octobre 2011 |  |  | 22 et 29 octobre 2011 | 22 et 29 octobre 2011 | 22 et 29 octobre 2011 | 22 et 29 octobre 2011 |
|  |                              |                              |                              |                              |                     |                     | 8 et 15 octobre 2011 | 8 et 15 octobre 2011 | 8 et 15 octobre 2011 | 8 et 15 octobre 2011 |  |  | 22 et 29 octobre 2011 | 22 et 29 octobre 2011 | 22 et 29 octobre 2011 | 22 et 29 octobre 2011 |
|  | (1) Carolina Railhawks       | (1) Carolina Railhawks       | 0                            | 4 (3)                        |                     |                     |                      |                      |                      |                      |  |  | 22 et 29 octobre 2011 | 22 et 29 octobre 2011 | 22 et 29 octobre 2011 | 22 et 29 octobre 2011 |
|  | (1) Carolina Railhawks       | (1) Carolina Railhawks       | 0                            | 4 (3)                        | 1er octobre 2011    |                     |                      |                      |                      |                      |  |  | 22 et 29 octobre 2011 | 22 et 29 octobre 2011 | 22 et 29 octobre 2011 | 22 et 29 octobre 2011 |
|  |                              |                              | (6) Minnesota Stars          | (6) Minnesota Stars          | 1                   | 3 (5)               |                      |                      |                      |                      |  |  | 22 et 29 octobre 2011 | 22 et 29 octobre 2011 | 22 et 29 octobre 2011 | 22 et 29 octobre 2011 |
|  | (3) FC Tampa Bay             | (3) FC Tampa Bay             | (6) Minnesota Stars          | (6) Minnesota Stars          | 1                   | 3 (5)               | 0                    | 0                    |                      |                      |  |  | 22 et 29 octobre 2011 | 22 et 29 octobre 2011 | 22 et 29 octobre 2011 | 22 et 29 octobre 2011 |
|  | (3) FC Tampa Bay             | (3) FC Tampa Bay             | 8 et 15 octobre 2011         |                              |                     |                     | 0                    | 0                    |                      |                      |  |  | 22 et 29 octobre 2011 | 22 et 29 octobre 2011 | 22 et 29 octobre 2011 | 22 et 29 octobre 2011 |
|  | (6) Minnesota Stars          | (6) Minnesota Stars          | 1                            | 1                            |                     |                     |                      |                      |                      |                      |  |  | 22 et 29 octobre 2011 | 22 et 29 octobre 2011 | 22 et 29 octobre 2011 | 22 et 29 octobre 2011 |
|  | (6) Minnesota Stars          | (6) Minnesota Stars          | 1                            | 1                            | (6) Minnesota Stars | (6) Minnesota Stars | 3                    | 0                    |                      |                      |  |  |                       |                       |                       |                       |
|  |                              |                              |                              |                              | (6) Minnesota Stars | (6) Minnesota Stars | 3                    | 0                    |                      |                      |  |  |                       |                       |                       |                       |
|  |                              |                              | (4) Fort Lauderdale Strikers | (4) Fort Lauderdale Strikers | 1                   | 0                   |                      |                      |                      |                      |  |  |                       |                       |                       |                       |
|  |                              |                              |                              |                              | 1                   | 0                   |                      |                      |                      |                      |  |  |                       |                       |                       |                       |
|  |                              |                              |                              |                              |                     |                     |                      |                      |                      |                      |  |  |                       |                       |                       |                       |
|  |                              |                              |                              |                              |                     |                     |                      |                      |                      |                      |  |  |                       |                       |                       |                       |
|  | (2) Puerto Rico Islanders    | (2) Puerto Rico Islanders    | 1                            | 1                            |                     |                     |                      |                      |                      |                      |  |  |                       |                       |                       |                       |
|  | (2) Puerto Rico Islanders    | (2) Puerto Rico Islanders    | 1                            | 1                            | 1er octobre 2011    |                     |                      |                      |                      |                      |  |  |                       |                       |                       |                       |
|  |                              |                              | (4) Fort Lauderdale Strikers | (4) Fort Lauderdale Strikers | 3                   | 2                   |                      |                      |                      |                      |  |  |                       |                       |                       |                       |
|  | (4) Fort Lauderdale Strikers | (4) Fort Lauderdale Strikers | (4) Fort Lauderdale Strikers | (4) Fort Lauderdale Strikers | 3                   | 2                   | 5                    | 5                    |                      |                      |  |  |                       |                       |                       |                       |
|  | (4) Fort Lauderdale Strikers | (4) Fort Lauderdale Strikers |                              |                              |                     |                     |                      | 5                    |                      |                      |  |  |                       |                       |                       |                       |
|  | (5) FC Edmonton              | (5) FC Edmonton              | 0                            | 0                            |                     |                     |                      |                      |                      |                      |  |  |                       |                       |                       |                       |
|  | (5) FC Edmonton              | (5) FC Edmonton              | 0                            | 0                            |                     |                     |                      |                      |                      |                      |  |  |                       |                       |                       |                       |
|  |                              |                              |                              |                              |                     |                     |                      |                      |                      |                      |  |  |                       |                       |                       |                       |

### Résultats

#### Quarts de finale
| 1er octobre 2011  | FC Tampa Bay | 0 - 1                               | NSC Minnesota Stars |                                                     |                                                     |
|                   |              |                                     | 27e Luke Mulholland | Al Lang Stadium, St. Petersburg Spectateurs : 3 003 | Al Lang Stadium, St. Petersburg Spectateurs : 3 003 |
| Andres Arango 14e | Rapport      | 55e Jeff Cosgriff · 57e Kyle Altman |                     | Al Lang Stadium, St. Petersburg Spectateurs : 3 003 | Al Lang Stadium, St. Petersburg Spectateurs : 3 003 |

| 1er octobre 2011  | Fort Lauderdale Strikers                         | 5 - 0                                                       | FC Edmonton |                                   |                                   |
|                   | Brian Shriver 45e 54e · Abe Thompson 46e 61e 76e |                                                             |             | Lockhart Stadium, Fort Lauderdale | Lockhart Stadium, Fort Lauderdale |
| Brian Shriver 55e | Rapport                                          | 36e Antonio Rago · 56e, 83e Paul Hamilton · 68e Shaun Saiko |             | Lockhart Stadium, Fort Lauderdale | Lockhart Stadium, Fort Lauderdale |

#### Demi-finales
| 8 octobre 2011                                                  | NSC Minnesota Stars  | 1 - 0                                                    | Carolina RailHawks |                                                    |                                                    |
|                                                                 | Andrei Gotsmanov 90e |                                                          |                    | National Sports Center, Blaine Spectateurs : 2 512 | National Sports Center, Blaine Spectateurs : 2 512 |
| Brian Cvilikas 38e · Andrei Gotsmanov 56e · Luke Mulholland 76e | Rapport              | 45e Devon McKenney · 67e Pablo Campos · 76e Tony McManus |                    | National Sports Center, Blaine Spectateurs : 2 512 | National Sports Center, Blaine Spectateurs : 2 512 |

| 15 octobre 2011                                                                                  | Carolina RailHawks                                     | 4 - 3 a. p. 3 – 5 t. a. b.                                                                                                  | NSC Minnesota Stars                                                  |                                               |                                               |
|                                                                                                  | Pablo Campos 45e 61e (pen.) 90+5e · Nick Zimmerman 64e | | 40e Andrei Gotsmanov · 52e Lucas Rodriguez · 67e (pen.) Neil Hlavaty | WakeMed Soccer Park, Cary Spectateurs : 4 002 | WakeMed Soccer Park, Cary Spectateurs : 4 002 |
| Pablo Campos 45+2e · Jonny Steele 57e · Devon McKenney 66e · Floyd Franks 85e · Chris Nurse 103e | Rapport                                                | 7e Brian Kallman · 10e Andrei Gotsmanov · 36e Brian Cvilikas · 47e Kyle Altman · 114e Jeff Cosgriff · 120+4e Justin Davis · |                                                                      | WakeMed Soccer Park, Cary Spectateurs : 4 002 | WakeMed Soccer Park, Cary Spectateurs : 4 002 |
| Jonny Steele · Etienne Barbara · Kupono Low · Brad Knighton                                      | Tirs au but 3 – 5                                      | Neil Hlavaty · Devin Del Do · Kyle Altman · Simone Bracalello · Lucas Rodriguez                                             |                                                                      | WakeMed Soccer Park, Cary Spectateurs : 4 002 | WakeMed Soccer Park, Cary Spectateurs : 4 002 |

| 8 octobre 2011       | Puerto Rico Islanders | 1 - 3                               | Fort Lauderdale Strikers                                     |                                      |                                      |
|                      | Jonathan Faña 84e     |                                     | 49e Martin Nuñez · 82e Wálter Restrepo · 90+2e Brian Shriver | Estadio Juan Ramon Loubriel, Bayamón | Estadio Juan Ramon Loubriel, Bayamón |
| Richard Martinez 90e | Rapport               | 68e Scott Gordon · 90e Bryan Arguez |                                                              | Estadio Juan Ramon Loubriel, Bayamón | Estadio Juan Ramon Loubriel, Bayamón |

| 15 octobre 2011   | Fort Lauderdale Strikers | 2 - 1                                    | Puerto Rico Islanders |                                                       |                                                       |
|                   | Brian Shriver 19e 59e    |                                          | 56e David Foley       | Lockhart Stadium, Fort Lauderdale Spectateurs : 4 233 | Lockhart Stadium, Fort Lauderdale Spectateurs : 4 233 |
| Brian Shriver 55e | Rapport                  | 79e Gregory Richardson · 90e Logan Emory |                       | Lockhart Stadium, Fort Lauderdale Spectateurs : 4 233 | Lockhart Stadium, Fort Lauderdale Spectateurs : 4 233 |

#### Soccer Bowl 2011
| 22 octobre 2011 | NSC Minnesota Stars                                         | 3 - 1                             | Fort Lauderdale Strikers |                                                    |                                                    |
|                 | Neil Hlavaty 4e · Luke Mulholland 53e · Lucas Rodriguez 77e |                                   | 52e (csc) Justin Davis   | National Sports Center, Blaine Spectateurs : 4 511 | National Sports Center, Blaine Spectateurs : 4 511 |
|                 | Rapport                                                     | 35e Scott Gordon · 40e Toni Ståhl |                          | National Sports Center, Blaine Spectateurs : 4 511 | National Sports Center, Blaine Spectateurs : 4 511 |

| 29 octobre 2011  | Fort Lauderdale Strikers | 0 - 0 | NSC Minnesota Stars |                                   |
|                  |                          |       |                     | Lockhart Stadium, Fort Lauderdale |
| Gerson Mayen 90e | Rapport                  |       |                     |                                   |

| Vainqueur du Soccer Bowl 2011 NSC Minnesota Stars 1er titre |

## Statistiques

### Meilleurs buteurs
| Rang | Joueur           | Équipe                | Buts |
| ---- | ---------------- | --------------------- | ---- |
| 1    | Etienne Barbara  | Carolina RailHawks    | 20   |
| 2    | Pablo Campos     | Carolina RailHawks    | 11   |
| 2    | Mike Ambersley   | FC Tampa Bay          | 11   |
| 2    | Jonathan Faña    | Puerto Rico Islanders | 11   |
| 5    | Shaun Saiko      | FC Edmonton           | 9    |
| 5    | Aaron King       | FC Tampa Bay          | 9    |
| 7    | Matt Horth       | Atlanta Silverbacks   | 8    |
| 8    | David Foley      | Puerto Rico Islanders | 7    |
| 8    | Kyle Porter      | FC Edmonton           | 7    |
| 8    | Nicholas Addlery | Puerto Rico Islanders | 7    |

Source: (en) North American Soccer League 

### Affluences
| Rang | Équipe                   | Total   | Moyenne |
| ---- | ------------------------ | ------- | ------- |
| 1    | Impact de Montréal       | 161 102 | 11 507  |
| 2    | Fort Lauderdale Strikers | 52 769  | 3 769   |
| 3    | Carolina Railhawks       | 46 942  | 3 353   |
| 4    | Tampa Bay Rowdies        | 42 138  | 3 010   |
| 5    | Atlanta Silverbacks      | 40 117  | 2 866   |
| 6    | Puerto Rico Islanders    | 30 247  | 2 161   |
| 7    | FC Edmonton              | 25 434  | 1 817   |
| 8    | Minnesota Stars          | 23 463  | 1 676   |